# The Waves, the Wake
The Waves, the Wake è il settimo album in studio del gruppo musicale canadese Great Lake Swimmers, pubblicato nel 2018.

## Tracce
Testi e musiche di Tony Dekker.
1. The Talking Wind – 4:23
2. In a Certain Light – 3:23
3. Alone But Not Alone – 3:17
4. Falling Apart – 4:36
5. Side Effects – 3:37
6. The Real Work – 4:51
7. Root Systems – 3:20
8. Unmaking the Bed – 3:57
9. Visions of a Different World – 2:31
10. Holding Nothing Back – 3:51
11. Mouth of Flames – 4:09
12. The Open Sea – 6:25